# Chemin-Bas d'Avignon
Pour les articles homonymes, voir Avignon.
Le Chemin-bas d'Avignon est un quartier de la commune de Nîmes, dans le département du Gard en région Occitanie. Le quartier compte près de 7 200 habitants en 2018.

## Géographie
Le quartier du Chemin-bas d'Avignon est situé au sud-est de la commune de Nîmes, en bordure de la route d'Avignon. Il dépend du canton de Nîmes-2. Le quartier est inclus dans la zone de sécurité prioritaire de Nîmes. Il fait partie des six quartiers prioritaires de la ville, avec notamment Pissevin-Valdegour et Mas de Mingue. 

## Histoire
Les premiers logements du Chemin-bas d'Avignon ont été livrés au milieu des années 1960 au lendemain du rapatriement des français d'Algérie.  

## Démographie
En 2006 selon l'Insee, la population s'élève à 7 000 habitants, 

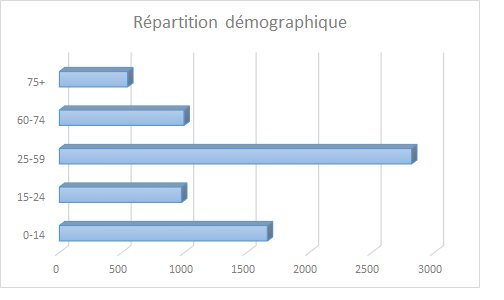
Répartition démographique

La population du quartier est très jeune. L'indice de jeunesse est 1,4 en effet supérieur à l’indice national  (1,06) et au taux départemental (0,98). À l'instar des répartitions nationale et départementale, la population féminine du quartier est supérieure à la population masculine. Le taux de la population féminine 53 % est supérieur au taux national 51,6 %.
La répartition de la population du quartier par tranches d'âge est la suivante
Dans ce quartier, on distingue une forte population issue de l’immigration, la population active se reporte à une classe  majoritairement ouvrière, souvent avec peu de qualification.  Ces ouvriers sont largement employés dans les secteurs : services, construction et agriculture .
Le taux de réussite dans le collège de ce quartier avoisine 58,5 % en 2015 alors qu'au niveau départemental le taux est de 82,5 %.

### Sécurité
Ce quartier dans son ensemble est classé depuis 2013 en zone de sécurité prioritaire (2e vague), avec renforcement des effectifs de la police nationale. En effet, le quartier « souffre plus
que d’autres d’une insécurité quotidienne et d’une délinquance enracinée » et « connaît depuis quelques années une dégradation importante de ses conditions de sécurité », ce qui a été identifié comme tel par le Ministère de l'Intérieur du Gouvernement Jean-Marc Ayrault, permettant ainsi à ce territoire de bénéficier de policiers supplémentaires.

## Lieux et monuments
- L'église Notre-Dame-du-Suffrage-et-Saint-Dominique.

## Personnalités liées au quartier
Sofiane Alkouche, footballeur du Paris FC, latéral droit, ancien joueur du Nîmes Olympique. 